# François Malaval
Pour les articles homonymes, voir Malaval.
François Malaval, né le 17 décembre 1627 à Marseille et mort le 15 mai 1719 dans cette ville, est un théoricien de la Mystique, dont certaines œuvres furent mises à l'Index dans le cadre de la controverse autour du quiétisme.

## Biographie
François Malaval est le fils de Jehan Malaval, armateur, consul de la cité et membre de la Compagnie du Saint-Sacrement. Alors qu'il est âgé de neuf mois, un accident le rend aveugle. Cela ne l'empêche pas d'entreprendre des études, aidé par un secrétaire et par des enfants pauvres, payés pour lui faire la lecture. C'est ainsi qu'après ses humanités chez les oratoriens de Marseille, il étudie la théologie et le droit canon chez les dominicains de la même ville, avant d'obtenir un doctorat en théologie à la Sorbonne. 
Aux environs de 1650, il se lie à quelques personnalités du monde intellectuel de l'époque : le philosophe Pierre Gassendi, le sculpteur Pierre Puget, ou encore François Picquet, consul d'Alep et futur évêque in partibus de Babylone. Il entame également une correspondance avec la reine Christine de Suède et avec le cardinal Jean Bona, par l'intermédiaire duquel il obtient du pape Clément X la permission de recevoir la tonsure. En 1674, il est admis dans la cléricature, mais, en raison de son handicap, ne sera jamais prêtre. Il vit alors à Marseille, jouissant d'une réputation de piété et de science, particulièrement dans le clergé.
En 1670, il publie sans le signer un ouvrage intitulé Pratique facile pour élever l'âme à la contemplation, dont la première partie avait été rédigée dès 1664. C'est aussitôt le succès : couvert d'éloges, le livre connaît des rééditions et même des traductions en néerlandais et en italien (par l'oratorien Nicolas Balducci). Cependant, en 1682, dans un écrit paru à Venise et intitulé Sette principii su cui si fonda la nuova oratione di pietà, Paolo Segneri, un jésuite qui s'est rendu célèbre cinq ans plus tôt par ses attaques contre le Guide (Rome, 1675) de Miguel de Molinos, accuse également Malaval de quiétisme. Soucieux de se défendre, celui-ci envoie des lettres à ses correspondants romains, dont Giovanni Pastrizio, professeur de théologie à la Propaganda. Il n'empêche : son cas est assimilé à celui de Molinos, et lorsque ce dernier est condamné par l'Inquisition en 1687, la Pratique facile de Malaval est mise à l'Index en 1688, à la veille d'une nouvelle édition parisienne du livre. La même année, Madame Guyon, que Malaval avait rencontrée dans la cité phocéenne en 1685, et dont il avait apprécié Le moyen court, se retrouve emprisonnée durant trois semaines, elle aussi sous l'accusation de quiétisme, sans qu'il y ait toutefois aucun lien entre les deux affaires. 
L'auteur censuré se soumet publiquement, à travers des lettres au pape, à Louis XIV et aux évêques français. En 1695, sans savoir qu'il vient d'être attaqué par Bossuet dans l' Instruction sur les états d'oraison, Malaval publie une justification de sa doctrine, accompagnée d'une réfutation des soixante-huit thèses condamnées de Molinos, et d'une réponse à la Réfutation des principales erreurs des quiétistes écrite, la même année, par Pierre Nicole; le tout sous forme d'une Lettre adressée à un ami, l'abbé de Foresta, grand prévôt de la cathédrale de Marseille. Peine perdue : cette Lettre sera portée à l'Index, le 10 juin 1697, mais la mesure ne sera connue à Marseille qu'en 1703.
François se réfugie alors définitivement dans le silence, se consacrant à des activités caritatives et à la composition de poésies religieuses d'inspiration baroque, sur la fuite du temps, la caducité des choses humaines ou les douceurs de la vie intérieure. Il collabore également à l'Académie de Marseille, dont il devient l'un des fondateurs en 1715. Il meurt quatre ans plus tard, au printemps de 1719, au terme d'une courte maladie. La population marseillaise organisera des funérailles triomphales pour celui qu'elle considère comme un saint.

## Spiritualité

### Un guide spirituel
Œuvre principale de Malaval, la Pratique facile ne constitue pas un traité théorique, mais bien un directoire spirituel, sous la forme caractéristique de l'humanisme) d'un dialogue entre le directeur et sa dirigée, appelée, comme dans l' Introduction à la vie dévote de saint François de Sales, Philotée. Au-delà des conseils pratiques (résistance aux tentations, lectures spirituelles, place à accorder aux phénomènes extraordinaires, etc.), il s'agit d'enseigner à celle-ci la voie de la perfection, c'est-à-dire le chemin conduisant à l'union avec Dieu, au moyen d'une contemplation abstraite et sans image, appuyée sur une foi pure et nue. Fidèle à la tradition apophatique du Pseudo-Denys, l'auteur insiste sur le fait que la raison, le langage humain et même les Écritures s'avèrent impuissants à faire connaître pleinement Dieu, de sorte que celui-ci seul peut donner à la foi une lumière, qui reste cependant ténèbres pour la raison. Aussi la contemplation est-elle définie comme une docte ignorance (l'oxymore baroque reprend ici un concept de Nicolas de Cuse) et comme un acte du sommet de l'esprit, unique faculté capable de développer un regard universel, celui qui se fixe sur Dieu, lequel comprend tout. Auparavant, la raison aura malgré tout servi à méditer sur Jésus-Christ, mais, étant donné que l'Incarnation se réduit pour l'auteur à un simple moyen de faire connaître Dieu, Philotée devra prendre soin de dépasser rapidement ce stade de l'humanité du Sauveur, pour viser la divinité, au-delà de la distinction des Personnes trinitaires.

### Un ouvrage controversé
En dépit d'expressions maladroites et de raccourcis contestables, la doctrine de Malaval concernant le repos au fond de l'âme contemplative et l'acte continué de présence à Dieu, demeure classique et, jusque dans ses audaces mystiques, tributaire du Pseudo-Denys, de la Mystique rhénane et de saint Jean de la Croix. Sous l'accusation de quiétisme, Segneri et les autres censeurs ont surtout dénoncé un manque de prudence et de pédagogie dans sa guidance spirituelle. Alors que le titre de l'ouvrage annonce une pratique facile, le contenu enseigne les plus hauts états mystiques : sans transition ou presque, l'auteur fait passer des exercices de la méditation à la virtuosité de la contemplation. De plus, en raison du caractère abstrait de celle-ci, il prétend que l'acte de foi qui la soutient, englobe toutes les autres vertus; or, ce type d'affirmation se trouve au cœur même du débat sur le quiétisme. Dans le même ordre d'idées, bien qu'il définisse soigneusement oraison acquise et oraison infuse, il a tendance à négliger cette distinction dans la suite de l'exposé, ce qui peut entretenir l'équivoque concernant les parts respectives de l'homme et de Dieu dans le processus d'élévation spirituelle. Enfin, si la tentation quiétiste consiste à s'installer dès ici-bas dans l'éternité, au mépris des moyens concrets utilisés par Dieu pour sauver l'humanité, la définition englobante que donne Malaval de la contemplation de l'Être divin, dissimule difficilement, au regard de l'orthodoxie, un déficit christologique. Peut-être imputable à un certain mépris de la chair ou de l'histoire, ce manque de centre de gravité christologique constitue, en tout cas, l'un des traits communs aux doctrines taxées de quiétisme.

### Œuvres
- Pratique facile pour élever l'âme à la contemplation en forme de dialogue (Paris, 1664).
- Poésies spirituelles (Paris, 1671). L'édition de 1721 comptera 108 pièces, réparties en 6 livres.
- La vie de S. Philippe Benizi (Marseille, 1672)
- Discours contre la superstition populaire des jours heureux ou malheureux (publié dans le Mercure de France, juin 1688).
- Avertissement à tous les fidèles d'assister à la procession du Saint-Sacrement (Marseille, 1690).
- Lettre de M. Malaval à M. l'Abbé de Foresta-Colongue (Marseille, 1697).

- Traité en latin sur l'oraison de quiétude, resté manuscrit.
- La correspondance est en grande partie perdue, mais on peut retrouver certaines lettres dans

1. Jean Bona Epistolae;
2. Manuscrit Borgia latina 503 de la Vaticane;
3. P. Giraud Instrumenta;
4. Jacques Bossuet Correspondance;
5. Archives paroissiales de Saint-Sulpice;
6. Vie de Jeanne de l'Enfant-Jésus.

- Ouvrages perdus : des Mémoires sur Puget et sur Picquet; Lettre sur la neutralité en fait de religion.

### Études
- André Derville, « Malaval François », dans Dictionnaire de spiritualité ascétique et mystique, t. X, Paris, Beauchesne, 1990, p. 152-158.
- François Malaval (préf. Marie-Louise Gondal), La belle ténèbre : Pratique facile pour élever l'âme à la contemplation, Grenoble, Jérôme Millon, coll. « Atopia », 1993 (1re éd. 1670), 320 p. (ISBN 2-905614-88-9, lire en ligne).
- Jean-Marc Vivenza, François Malaval (1627-1719) et la contemplation de la « Divine Ténèbre », Arma Artis, 2004.